# Atletica leggera ai Giochi della XXIII Olimpiade - Staffetta 4×400 metri femminile

Video della Finale

La staffetta 4×400 metri ha fatto parte del programma femminile di atletica leggera ai Giochi della XXIII Olimpiade. La competizione si è svolta nei giorni 10-11 agosto 1984 al «Memorial Coliseum» di Los Angeles.

## Presenze ed assenze delle campionesse in carica
| Competizione      | Nazionale   | Prestazione | Los Angeles 1984 |
| ----------------- | ----------- | ----------- | ---------------- |
| Commonwealth 1982 | Canada      | 3'27”70     | Presente         |
| Asiatici 1982     | Giappone    | 3'37”44     | Non qualificato  |
| Panamericani 1983 | Stati Uniti | 3'29”97     | Presenti         |

### Assenti per il boicottaggio
| Competizione   | Nazionale        | Prestazione |
| -------------- | ---------------- | ----------- |
| Olimpiadi 1980 | Unione Sovietica | 3'20”12     |
| Europei 1982   | Germania Est     | 3'19”05     |
| Mondiali 1983  | Germania Est     | 3'19”73     |

## Finale
| Pos | Paese          | Atlete                                                                      | Tempo   |
| --- | -------------- | --------------------------------------------------------------------------- | ------- |
|     | Stati Uniti    | Lillie Leatherwood Sherri Howard Valerie Brisco-Hooks Chandra Cheeseborough | 3'18”29 |
|     | Canada         | Charmaine Crooks Jillian Richardson-Briscoe Molly Killingbeck Marita Payne  | 3'21”21 |
|     | Germania Ovest | Heike Schulte-Mattler Ute Thimm Heidi-Elke Gaugel Gaby Bußmann              | 3'22”98 |

Le americane stabilscono la seconda migliore prestazione di tutti i tempi, facendo meglio del record olimpico che risaliva al 1976 (3'19"23).